# Hans Dalborg
Hans Dalborg, född 21 maj 1941 i Säter, Dalarna, död 26 oktober 2022 i Stockholm, var en svensk ekonom och bankman. Han var styrelseordförande i Nordea från 2002 till 2011.

## Utbildning
Dalborg gjorde värnplikten vid Tolkskolan och fortsatte sedan med slaviska språk vid Uppsala universitet. Han var medlem i Juvenalorden och Kruthornen i Västmanlands-Dala nation. Våren 1963 skrev Dalborg den berömda snapsvisan Mera brännvin som senare var med Handelsspexet "Rabalder i Balders mage".
1964 började Dalborg studera vid Handelshögskolan i Stockholm. Han avlade ekonomexamen och erhöll titeln civilekonom. Dalborg disputerade vid samma högskola 1974 med doktorsavhandlingen Studier i företagslokalisering, strukturutveckling och företagens utvecklingsarbete och blev ekonomie doktor (ekon.dr).

## Karriär

### Tidiga år
Åren 1972–1989 arbetade Dalborg inom Skandiakoncernen i ett flertal befattningar. År 1989 blev han vice VD för bolaget och därefter koncernchef.

### Nordeatiden
År 1991 blev han VD och koncernchef för dåvarande Nordbanken, en bank som då var i kris. Dalborg aviserade att en ordentlig omstrukturering av banken skulle ske. Några år senare var han en av de drivande krafterna i hopslagningen med finska banken Merita 1997, danska Unibank 2000 och norska Kreditkassen år 2001. År 2001 lämnade han uppdraget som VD för Nordea för att bli vice ordförande i styrelsen. Året därpå blev han styrelseordförande.

### Övriga uppdrag
Dalborg var under perioden 2003–2013 styrelseordförande för Uppsala universitet, konsistoriet. År 2005 valdes han till preses för Kungliga Ingenjörsvetenskapsakademien (IVA), där han var ledamot sedan 1996. Samma år valdes han även in som ledamot i Kollegiet för svensk bolagsstyrning. Dalborg var även styrelseledamot i Axel Johnson AB och Stockholm Institute of Transition Economics (SITE, även benämnt Östekonomiska institutet) vid Handelshögskolan i Stockholm och i ett antal andra bolag. Han utsågs till kabinettskammarherre vid kungl. hovstaterna 2007.

## Kultur
Dalborg var bland annat ordförande i styrelsen för Kungliga Operan och styrelseledamot i Konserthusstiftelsen. År 2000 efterträdde han professor Carl-Olof Jacobson som hederspresident i Orphei Drängar. Han drev sedan mars 2017 podden Vid mogen ålder tillsammans med Gillis Herlitz. År 1997 var han sommarvärd i Sveriges Radios program Sommar i P1.
Hans Dalborg är gravsatt på Uppsala gamla kyrkogård.

## Priser och utmärkelser
- 2000 -   H.M. Konungens medalj 12:e storleken i serafimerordens band
- 2005 -   Riddare av 1:a klass av Norska förtjänstorden[14]
- 2005 - Guldklubban
- 2019 - IVA:s stora guldmedalj[15]

### Hedersprofessur
År 2001 beslutade Stockholm Institute for Financial Research (SIFR) att donera 10 miljoner kronor för finansiering av en professur till hedrandet av Hans Dalborgs karriär som bankman.